# TOKYO REAL GIRL〜トップモデルの素顔〜
『TOKYO REAL GIRL〜トップモデルの素顔〜』（トーキョー リアル ガール - すがお）は、NHK BS2で2009年に放送されていたドキュメンタリー番組。
正式な番組タイトルは『 - 素顔〜』の後にその回の出演者の名前が入る。

## 概要
毎回一人、今人気の女性ファッションモデルを取り上げ密着取材を通して、彼女たちの魅力やプライベートな一面に迫る。
『東京ガールズコレクション』中継放送（BS2・BShi）のプロモーション番組としてイベント開催時期に放送される。

## 放送リスト
| # | シ リ ｜ ズ | 出演者       | 放送日時                    |
| - | ----------- | ------------ | --------------------------- |
| 1 | 1           | マリエ       | 2009年9月21日 23:00 - 23:27 |
| 2 | 1           | 長谷川潤     | 2009年9月22日 23:05 - 23:30 |
| 3 | 1           | 道端ジェシカ | 2009年9月23日 23:00 - 23:30 |
| 4 | 2           | 藤井リナ     | 2010年3月1日 23:30 - 23:54  |
| 5 | 2           | 西山茉希     | 2010年3月3日 23:45 - 24:09  |
| 6 | 2           | 山田優       | 2010年3月4日 23:45 - 24:09  |
| 7 | 3           | 香里奈       | 2010年9月3日 21:30 - 21:57  |

## スタッフ
- 撮影：成田伸二
- ディレクター：雀松真己子
- プロデューサー：根岸弓
- 制作統括：土居勝徳、野上純一
- 制作協力：テレコムスタッフ
- 制作：NHKエンタープライズ